# Gropada
Gropada is een plaats (frazione) in de Italiaanse gemeente Triëst.